# Канівська ГЕС

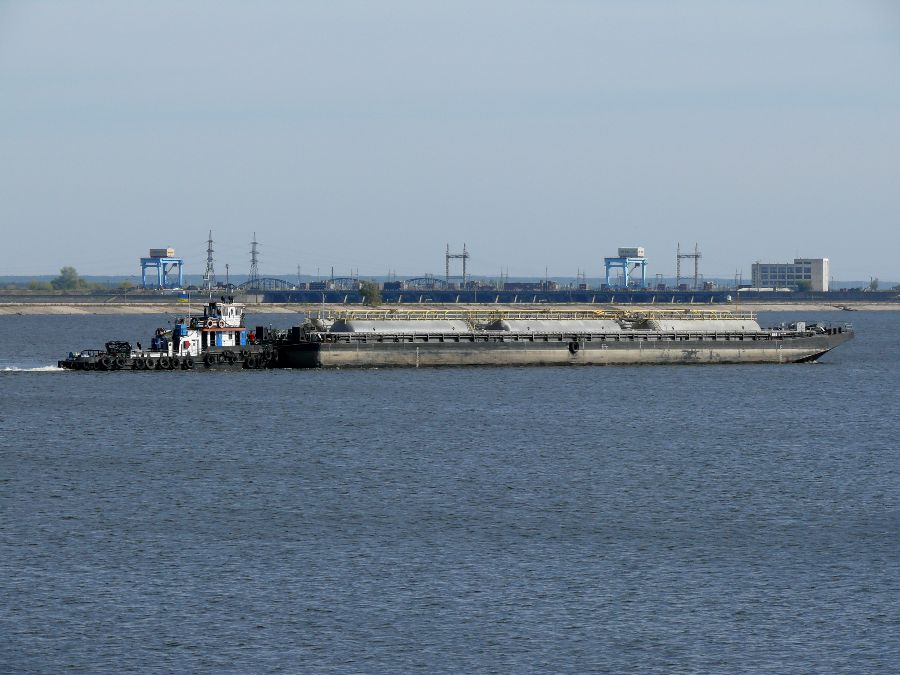
Нижня частина Канівського водосховища біля ГЕС

Ка́нівська ГЕС — гідроелектростанція, розташована на заплаві правого берега річки Дніпро біля північної околиці міста Канева і є другим ступенем Дніпровського каскаду.
До складу Канівського гідровузла входять:
- Будівля ГЕС суміщена з водозливною греблею зі спряженими стоянами;
- Правобережна та лівобережна земляні греблі зі шлюзом та монтажним майданчиком;
- Розділова дамба з ВРУ — 110/330 кВ.

## Історія

### Історичний контекст
Будівництво Канівської ГЕС було частиною масштабної енергетичної програми Радянського Союзу, спрямованої на збільшення виробництва електроенергії для підтримки індустріалізації. Разом із цим, створення водосховища мало значний вплив на локальні громади. Затоплення територій призвело до переселення місцевих жителів, зміни сільськогосподарського ландшафту та втрати історичних пам'яток.
Хоча ГЕС забезпечила регіон електроенергією та дала поштовх до розвитку промисловості, наслідки для довкілля та громади залишаються дискусійними.
Будівництво Канівської ГЕС розпочалося у 1964 році за проєктом інституту «Укргідропроект» ім. С. Я. Жука. Основними цілями були:
- забезпечення енергетичних потреб промисловості та населення;
- регулювання водного режиму Дніпра для захисту від паводків;
- розвиток економіки регіону через створення робочих місць і модернізацію інфраструктури.

### 1962 рік
Історія станції розпочалася 12 грудня 1962 року, коли було розроблено проєкт Канівської ГЕС Українським відділенням проектно-дослідницького інституту «Укргідропроект» ім. С. Я. Жука.

### 1964 рік
Розпочалося будівництво ГЕС, яке супроводжувалося укладанням бетону, спорудженням перемичок для захисту котловану та підготовкою електропостачання. Земснаряди намивали перемички, які огороджували котлован ГЕС. На початку квітня 1964 року було подано напругу 110 кВ на об'єкти будівництва Канівської ГЕС. У середині квітня 1964 року видано наказ на широкий фронт земляних і арматурних робіт по котловану ГЕС.

### 1965 рік
У листопаді в котлован було закладено перші кубометри бетону. Будівництво велось колективом управління «Дніпробуд» за участю «Спецгідроенергомонтаж», «Гідромонтаж», «Гідроелектромонтаж», «Гідроспецбуд», «Гідромеханізація».

### 1972 рік
4 листопада відбувся пуск першого гідроагрегату. Позначка у водосховищі становила 84,0 м. Поступово відбувалося наповнення водосховища.

### 1975 рік
16 квітня введено в експлуатацію останній гідроагрегат. Наприкінці грудня позначка водосховища досягла 89,0 м.

### 1976 рік
У 1976 році водосховище було заповнено до проєктного рівня 91,5 м. Станція досягла повної проєктної потужності після завершення основних будівельних робіт. Станція була введена в експлуатацію як один з елементів Дніпровського каскаду гідроелектростанцій.

## Станція сьогодні

### Проєктні характеристики гідровузла
Канівська ГЕС має довжину напірного фронту 16,3 км із позначкою рівня води у верхньому б'єфі 91,5 м. Середній багаторічний стік становить 44 500 млн м³, а середні багаторічні витрати води — 1410 м³/с. Площа дзеркала водосховища при максимальному рівні — 642 км².
Технічна структура станції включає шість агрегатних секцій та блок монтажного майданчика. На станції встановлено 24 капсульні гідроагрегати горизонтального типу. Після реконструкції потужність одного гідрогенератора складає 22 МВт.

### Основні характеристики
Потужність одного гідрогенератора — 22 МВт (18,5 МВт до реконструкції).
На 2021 рік встановлена потужність Канівської ГЕС — 500 МВт, робоча потужність (середньорічна за 2020 рік) — 343,3 МВт.
Час використання середньої встановленої потужності Канівської ГЕС за 2020 рік складає 1146 годин.

### Сучасні показники
Станом на 2021 рік, встановлена потужність ГЕС дорівнює 500 МВт, а середньорічна робоча потужність становить 343,3 МВт. У 2020 році було вироблено 573 млн кВт·год електроенергії.

### Плани Канівської ГЕС
- Закінчити реконструкцію 4 і 5 блоків ГЕС із переведенням на напругу 6,3 кВ.
- Розпочати будівництво нового адміністративно-виробничого корпусу ГЕС.
- Збільшити сумарну потужність ГЕС після закінчення II етапу реконструкції до 524 МВт.

## Реконструкція

### I етап
1996—2002 р. — виконано реконструкцію:
- блочних вимикачів 110 кВ ТП-110кВ та вимикачів ВРУ-110кВ.
- вимикачів ПЛ-330 ТПТЕС-Канів ГЕС.

### II етап
2006 р. — до сьогодні:
- Виконано реконструкцію 16 гідроагрегатів та блочного обладнання на блоках № 2, 3, 4, 6.
- Завершено заміну силового обладнання ВРУ 110/330 кВ.
- Замінено ТН, ТС на приєднаннях ТП — 110 кВ, ВРУ — 110/330 кВ.
- Замінено щити постійного струму та акумуляторні батареї ГЕС, ВРУ.
- Виконано реконструкцію частини допоміжного обладнання на блоках № 2, 3, 4, 6.
- Придбано трансформатор Т-5 та змонтовано Т-4.
- Продовжено роботи з лікування бетону напірної стіни підтурбінного приміщення і перекриття сухої потерни.
- Проведено реконструкцію правобережного дренажного каналу.
- Відновлено покриття інспекторської автодороги правобережної греблі.
- Проведено реконструкцію кріплення верхового відкосу лівобережної греблі на ділянці будівлі ГЕС до ПК 51+50.
- Проведено роботи по вогнезахисту кабельної продукції.
- Проведено 4 капітальних ремонти гідроагрегатів та гідротурбінного обладнання, 12 поточних ремонтів гідроагрегатів та поточні ремонти всіх вимикачів.
- Було проведено ремонти допоміжного обладнання відповідно до запланованого графіка робіт.
- Проведено капітальний ремонт автодорожнього переходу через греблю «Канівської ГЕС» (від шлюзу до ЦОФМ).
- Проведено модернізацію інженерно-технічних засобів охорони, зокрема встановлено автоматизовану систему фізичного захисту.
- Розпочато впровадження системи технологічного відеоспостереження виробничих приміщень, що забезпечить моніторинг технологічних процесів. У ході виконання II етапу реконструкції виникли технічні труднощі, які вимагали значних додаткових ресурсів і часу.

Плани на майбутнє:
До 2027 року планується завершити 2-й етап реконструкції із заміною силового та допоміжного обладнання блоків № 1, 4, 5, щитів 0,4 кВ власних потреб ВРУ, завершити у повному обсязі комплекс обстеження гідротехнічних споруд ГЕС.
Розпочато підготовку та планування третього етапу реконструкції, що потребуватиме значних інвестицій і додаткового часу для врахування нових технологічних вимог.

## Екологічні аспекти
Функціонування Канівської ГЕС впливає на екосистему регіону, зокрема через зміну гідрологічного режиму річки, підтоплення територій та зміну умов проживання для річкової флори і фауни. Для зменшення цього впливу здійснюються роботи з модернізації обладнання, що дозволяють зменшити негативний вплив на довкілля.
Виклики та перспективи:
Сучасна робота Канівської ГЕС стикається з низкою викликів, зокрема:
- Кліматичні зміни: Зменшення стоку Дніпра та нерівномірність сезонних паводків впливають на стабільність роботи станції.
- Екологічний вплив: Під час створення водосховища відбулося затоплення значних територій, що спричинило втрату біорізноманіття, зміну екосистем та ерозію берегів.
- Застаріла інфраструктура: Необхідність постійної модернізації обладнання для відповідності сучасним енергетичним стандартам.